# Тихота
Тихота с варианти Тахота, Тихута, Тифута (на гръцки: Τιχότα, Тихота) е обезлюдено село в Република Гърция, разположено на територията на дем Бук (Паранести) в област Източна Македония и Тракия.

## География
Село Тихота е разположено на 650 m надморска височина в северозападното подножие на Коджадаг, на десния бряг на Черешовското езеро (Тисаврос) на река Места. Васил Кънчов го определя като чечко село, попадащо в Драмския Чеч.

## История

### Етимология
Според Йордан Н. Иванов името е от старото славянско лично име Тихо̀та, образувано от Тих и -ота, както Нравота, Доброта и други.

### В Османската империя
Съгласно статистиката на Васил Кънчов („Македония. Етнография и статистика“) към 1900 година Тифута (Тахута, Тифота) е българо-мохамеданско селище. В него живеят 301 българи-мохамедани в 120 къщи. Кънчов също така отбелязва, че селото се управлява от един мюдюрин, чието седалище се намира в село Бук и е зависим от драмския каймакам. Според гръцката статистика, през 1913 година в Тифута (Τιχότα) живеят 404 души.

### В Гърция
В 1923 година по силата на Лозанския договор жителите на Тихота като мюсюлмани са изселени в Турция и на тяхно място са настанени 41 гръцки бежански семейства със 128 души. Бежанците обаче веднага започват да се разселват по други места и в 1928 година селото има само 16 жители. В 1940 година броят има нараства на 110. Селото е обезлюдено по време на Гражданската война в Гърция (1946 - 1949) и след края ѝ не е възстановено.
| Година    | 1913 | 1920 | 1928 | 1940 | 1951 | 1961 | 1971 | 1981 | 1991 | 2001 | 2011 | 2021 |
| --------- | ---- | ---- | ---- | ---- | ---- | ---- | ---- | ---- | ---- | ---- | ---- | ---- |
| Население | 404  | 332  | 16   | 110  |      |      |      |      |      |      |      |      |